# Bürgel
Bürgel là một thị trấn ở huyện Saale-Holzland, trong bang Thüringen, Đức. Đô thị Bürgel có diện tích 27 km². Đô thị này có cự ly 12 km về phía đông của Jena.